# Massaker

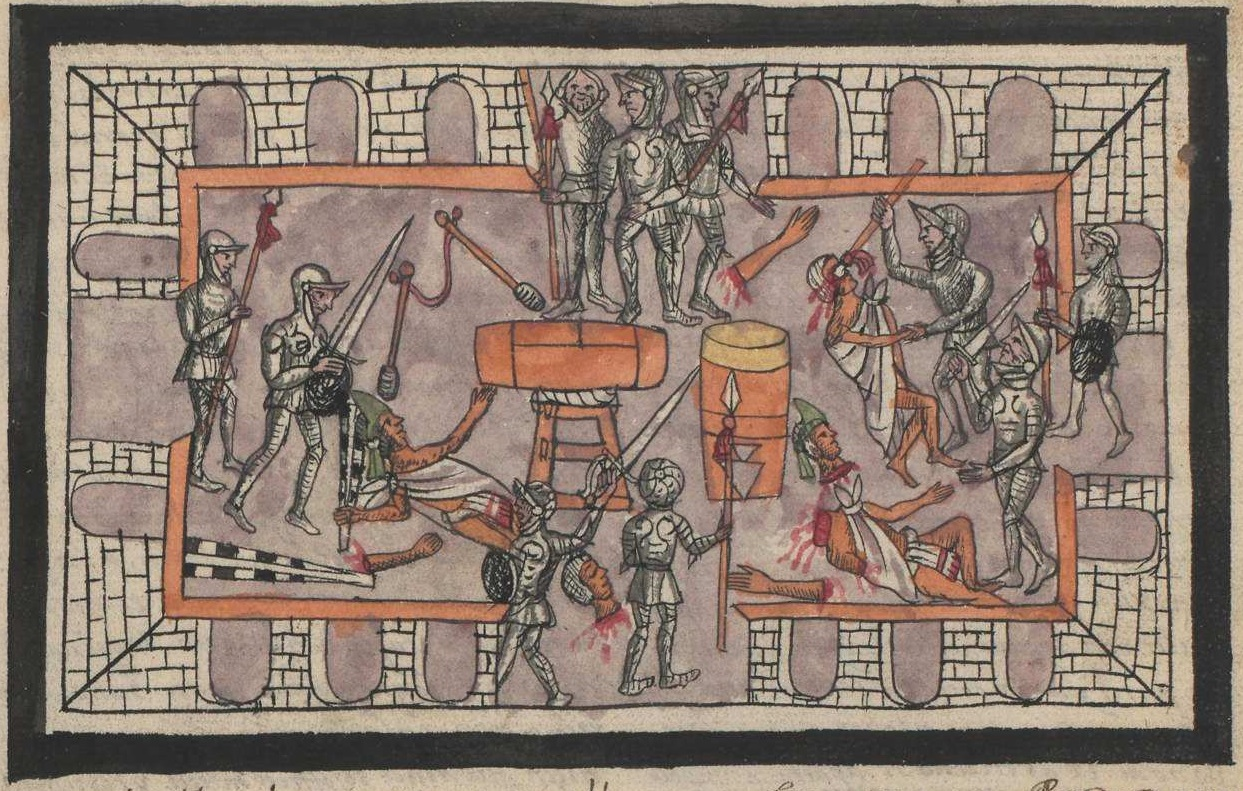
Bild aus dem Codex Durán, welches das von spanischen Soldaten verübte Massaker am Haupttempel der Azteken zeigt (zw. 1521 u. 1530)

Ein Massaker (von französisch massacre; abgeleitet von altfranzösisch maçacre ‚Metzgerei, Schlachterei‘) ist ein Massenmord unter besonders grausamen Umständen, ein Gemetzel oder Blutbad, häufig im Zusammenhang mit Motiven wie Hass oder Rache. In der Soziologie wird darunter ein „zumeist kollektives, auf die Vernichtung von Nichtkombattanten“ (Zivilisten oder entwaffnete Soldaten) zielendes Handeln verstanden.

## Definitionen und Erklärungsansätze
In kriegerischen Konflikten versteht man darunter typischerweise die politisch oder ethnisch motivierte Tötung von Zivilpersonen, Soldaten oder paramilitärischen Kräften nach deren Kapitulation oder nach der Kapitulation ihrer Stadt beziehungsweise ihres Dorfes. Massaker sind somit Massenmorde, die von bewaffneten Einheiten ohne militärische Notwendigkeit außerhalb der eigentlichen Kriegshandlungen verübt werden. Sie dienen der Verbreitung von Terror oder der Abschreckung oder sie sind als systematische Rache- und Strafaktion organisiert. Bei Massakern größeren Ausmaßes an Menschen, die nach ihrer nationalen, religiösen oder ethnischen Gruppenzugehörigkeit ausgesucht werden, handelt es sich unter Umständen um Völkermord.
Im Völkerrecht werden genauer definierte Begriffe wie Völkermord, Kriegsverbrechen oder Verbrechen gegen die Menschlichkeit verwendet, weil die Bezeichnung Massaker unscharfe Nebenbedeutungen mit sich trägt und deshalb propagandistisch leichter missbraucht werden kann.
Auch außerhalb von Kriegssituationen gibt es Massaker, etwa bei der exzessiven Niederschlagung von Demonstrationen und Aufständen durch staatliche oder staatsnahe Akteure oder bei Pogromen von Angehörigen einer (meist ethnisch oder religiös definierten) Bevölkerungsgruppe gegen eine andere. Gemeinsam ist dabei, dass eine typischerweise zahlenmäßig kleinere, aber besser bewaffnete Tätergruppe tödliche Gewalt gegen eine größere, aber wehrlose und unentrinnbar ausgelieferte Opfergruppe ausübt. Ein weiteres typisches Element ist eine besondere, über das eigentliche Töten hinausgehende Brutalität, indem z. B. die Opfer vor der Tötung gequält, gefoltert oder nach der Tötung die Leichen noch verstümmelt werden. Innerhalb der Tätergruppen kommt es oft zu einem Blutrausch, einer gegenseitigen Aufstachelung zu noch größerer Gewalt. Es herrscht eine Art Gruppenzwang: Eher ängstliche oder gehemmte Mitglieder des Kollektivs tun sich oftmals besonders hervor, um ihre Zugehörigkeit zu demonstrieren. Massaker werden begünstigt durch die Erwartung von Straflosigkeit, wie sie in Kriegen und Bürgerkriegen herrscht, bei Abwesenheit rechtsstaatlicher Strukturen oder wenn staatliche Stellen die Tat selbst angeordnet haben oder zumindest tolerieren.
Umgangssprachlich wird das Wort bei zivilen kriminellen Handlungen mit ähnlichen Folgen verwendet, etwa bei Amokläufen (Beispiel: „Schulmassaker“), Amokfahrten oder bei terroristischen Anschlägen mit erheblicher Opferzahl, d. h. Toten und Verletzten. Dabei handelt es sich aber nicht um Massaker im soziologischen oder sozialpsychologischen Sinne, da es zumindest bei Einzeltätern an dem für Massaker typischen kollektiven Element fehlt.